# فيضانات باهيا 2021
فيضانات باهيا 2021 بدءًا من 24 ديسمبر 2021 أدى هطول الأمطار القياسي عبر ولاية باهيا شمال شرق البرازيل إلى حدوث فيضانات شديدة. قُتل ما لا يقل عن 20 شخصًا بينما جُرح 280 ونزح أكثر من 35.000 شخصًا. في تغريدة أعلن روي كوستا حاكم ولاية باهيا أن الفيضانات هي «أسوأ كارثة حدثت في تاريخ باهيا». أعلنت 72 بلدية في باهيا حالة الطوارئ.
تجاوز إجمالي هطول الأمطار في عاصمة الولاية سلفادور خلال شهر ديسمبر 250 ملم (9.8 بوصات) في 24 ديسمبر، أي خمسة أضعاف المتوسط التاريخي. في 26 ديسمبر قامت حكومة ولاية باهيا والحكومة الفيدرالية البرازيلية جنبًا إلى جنب مع حكومات الولايات الأخرى عملية إنقاذ مشتركة للضحايا في المناطق المتضررة. انهار سدان بين 25 و26 ديسمبر في جوسيابي وإيتامبي على التوالي.
تعرضت جنوب باهيا لفيضانات شديدة في وقت سابق من نفس الشهر من قبل العاصفة شبه الاستوائية أوبا.